# آنجلا مینروینی
آنجلا مینِـروینی (ایتالیایی: Angela Minervini) بازیگر اهل ایتالیا است.
از فیلم‌هایی که وی در آن‌ها نقش داشته است، می‌توان به جنگو، آماده مرگ باش و عشاق لاتین اشاره نمود.